# 莱氏拟乌贼
莱氏拟乌贼（学名：Sepioteuthis lessoniana）为枪乌贼科拟乌贼属的动物，俗名香匙、鱿母、大尾鱿鱼、软墨及軟絲仔。分布于日本群岛、 台灣東北角地區、夏威夷群岛、马来群岛、印度近海、红海，包括黄海、南海等海域，生活环境为海水，常见于暖水区。该物种的模式产地在印度马拉巴尔。

## 外部連結
- A video of bigfin reef squids spawning （页面存档备份，存于） from YouTube.com
- Science in Pics: Breeding Bigfin Reef Squid from The Epoch Times
- Sealife Collection網站提供的莱氏拟乌贼的圖片